# Beinta Broberg
Beinta Kristina Broberg, egentlig Bente Christine Broberg (ca. 1667 – 15. februar 1752) er den virkelige person bag romanfiguren Barbara og derved en af de mest berømte kvinder fra Færøerne.
Beinta er født omkr. 1667 i Tórshavn som datter af sorenskriver Peder Sørensen Broberg (?-1695) og Birgitte Marie Jensdatter Bøgvad (?-1715). Begge forældre var danskere. Hun var gift tre gange:
1. ca. 1695 med sognepræst Jónas Jónasen (ca. 1660 – ca. 1700). Han kom fra Danmark og var præst på Nordøerne i Viðareiði.
2. ca. 1702 med sognepræst Niels Gregersen Aagaard, (1672 – 18. april 1706). Da han kom fra Danmark til Færøerne, flyttede han med Beinta til Miðvágur på Vágar, hvor han blev præst.
3. ca. 1706 med sognepræst Peder Ditlevsen Arhboe, (23. november 1675 – 7. januar 1756), efterfølgeren som præst på Vágar, men 1718 blev han fradømt sit embede på grund af stridigheder med de lokale.

I sagnet bliver hun kaldt Illa Beinta (den vrede og/eller onde Bente) fordi hun betragtes som ansvarlig for hendes to første mænds død, og for hendes tredje at blive sindssyg – stof nok ikke blot for sagn, men også for romaner og filmen Barbara.
- I 1927 udkom Hans Andrias Djurhuus' novelle Beinta.
- I 1939 udkom Jørgen-Frantz Jacobsens berømt roman Barbara.

- Den 28. september 1997 havde Nils Malmros' film Barbara efter Jacobsens roman uropførelse i Nordens Hus i Tórshavn. Frem til midten af oktober havde 10.000 færinger set filmen. Allerede før uropførelsen blev 7.000 billetter solgt – til en befolkning på omkring 45.000.

Den 30. juli 2005 nåede to nordmænd Færøerne i en færøbåd med navnet Barbara efter romanfiguren. De roede hele vejen fra Ulsteinvik (Møre og Romsdal fylke) til Porkeri. Se: Barbara (robåd).

## Ekstern henvisning
- Beinta Broberg i Dansk Kvindebiografisk Leksikon på Lex.dk, tidl. Kvinfo.dk